# Ormányi református templom
Az ormányi református templom műemlékké nyilvánított templom Romániában, Kolozs megyében. A romániai műemlékek jegyzékében a CJ-II-a-B-07729 sorszámon szerepel.